# Dacus polistiformis
Dacus polistiformis är en tvåvingeart som först beskrevs av Senior-white 1922.  Dacus polistiformis ingår i släktet Dacus och familjen borrflugor.
Artens utbredningsområde är Bangladesh. Inga underarter finns listade i Catalogue of Life.